# Mirador del Cap de la Barra
A sobre dels penya-segats del Cap de la Barra, amb una altitud aproximada de 85 m se situa el privilegiat mirador proporciona una perspectiva extraordinària de les Illes Medes, amb vistes a la Meda gran i el Medallot, així com de la roca El Molinet.
Als nostres peus tenim el port i un sector de l’Estartit, i seguint la costa, la seva platja, la de Pals i la del Racó amb el Cap de Begur al fons. A la nostra dreta i per la banda de ponent, tenim vistes a la Roca Maura (antenes) sobre l’Estartit i al fons, el sempre imponent, castell del Montgrí.